# 消費者安全調査委員会
消費者安全調査委員会（しょうひしゃあんぜんちょうさいいんかい）とは、消費者庁に設置された生命、身体にかかわる消費者事故を対象とする事故調査機関である。通称は消費者事故調。

## 概要
2012年に消費者安全法改正により設置された。運輸安全委員会の消費者事故版としてできたもので、内閣総理大臣に任命された7人の委員及び事案の性質に応じた臨時委員、専門委員により構成されている。委員長は中川丈久（2024年8月時点）。

## 事故等原因調査
全ての消費者事故が調査対象となり得るが、そのうち委員が必要と認めたものを調査することとなっている。調査を終えたら、事故原因等を記載した報告書を作成するほか、再発防止に関する意見を内閣総理大臣や関係のある所管大臣に行うことが可能。そのほか、他機関が行った調査を評価することもある。意見具申後、関係行政機関の取組状況の確認等を事故の発生の状況等に鑑み、適切な時期に実施する。

## これまでの調査
- 平成17年（2005年）11月28日に東京都内で発生したガス湯沸器事故
- 家庭用ヒートポンプ給湯器から生じる運転音・振動により不眠等の健康症状が発生したとの申出事案
- 平成23年（2011年）7月11日に神奈川県内の幼稚園で発生したプール事故
- 平成18年（2006年）6月3日に東京都内で発生したエレベーター事故
- 平成21年（2009年）4月8日に東京都内で発生したエスカレーター事故
- 機械式立体駐車場（二段・多段方式、エレベーター方式）で発生した事故
- 子供による医薬品誤飲事故
- 毛染めによる皮膚障害
- ハンドル形電動車椅子を使用中の事故
- 体育館の床板の剥離による負傷事故
- 家庭用コージェネレーションシステムから生じる運転音により不眠等の症状が発生したとされる事案
- 住宅用太陽光発電システムから発生した火災事故等
- 玩具による乳幼児の気道閉塞事故
- 電動シャッター動作時の事故
- 歩行型ロータリ除雪機による事故
- 幼児同乗中の電動アシスト自転車の事故
- 自動ドアによる事故
- 水上設置遊具による溺水事故
- 学校の施設又は設備による事故等
- トランポリンパーク等での事故
- ネオジム磁石製のマグネットセットによる子どもの誤飲事故
- エステサロン等でのHIFUによる事故
- 木造立体迷路の床板の落下による事故
- スポーツジム等におけるパーソナルトレーニングによる事故及び健康被害
- 住宅の窓及びベランダからの子どもの転落事故

## 消費者安全調査委員会への申出
消費者の生命又は身体被害に関わる消費者事故等について、被害の発生又は拡大の防止を図るため、事故等原因の究明が必要だと思料する場合に、消費者安全調査委員会に対し、その旨を申し出て、事故等原因調査等を行うよう求めることができる制度。この申出は、申出に係る消費者事故等の被害者だけでなく、個人、法人を問わず、誰でも行うことができ、申出された事案については、消費者安全調査委員会で必要な検討を行い、その結果に基づき必要があると認めるときは、事故等原因調査等を開始することとされている。